# 朝倉村 (愛媛県)

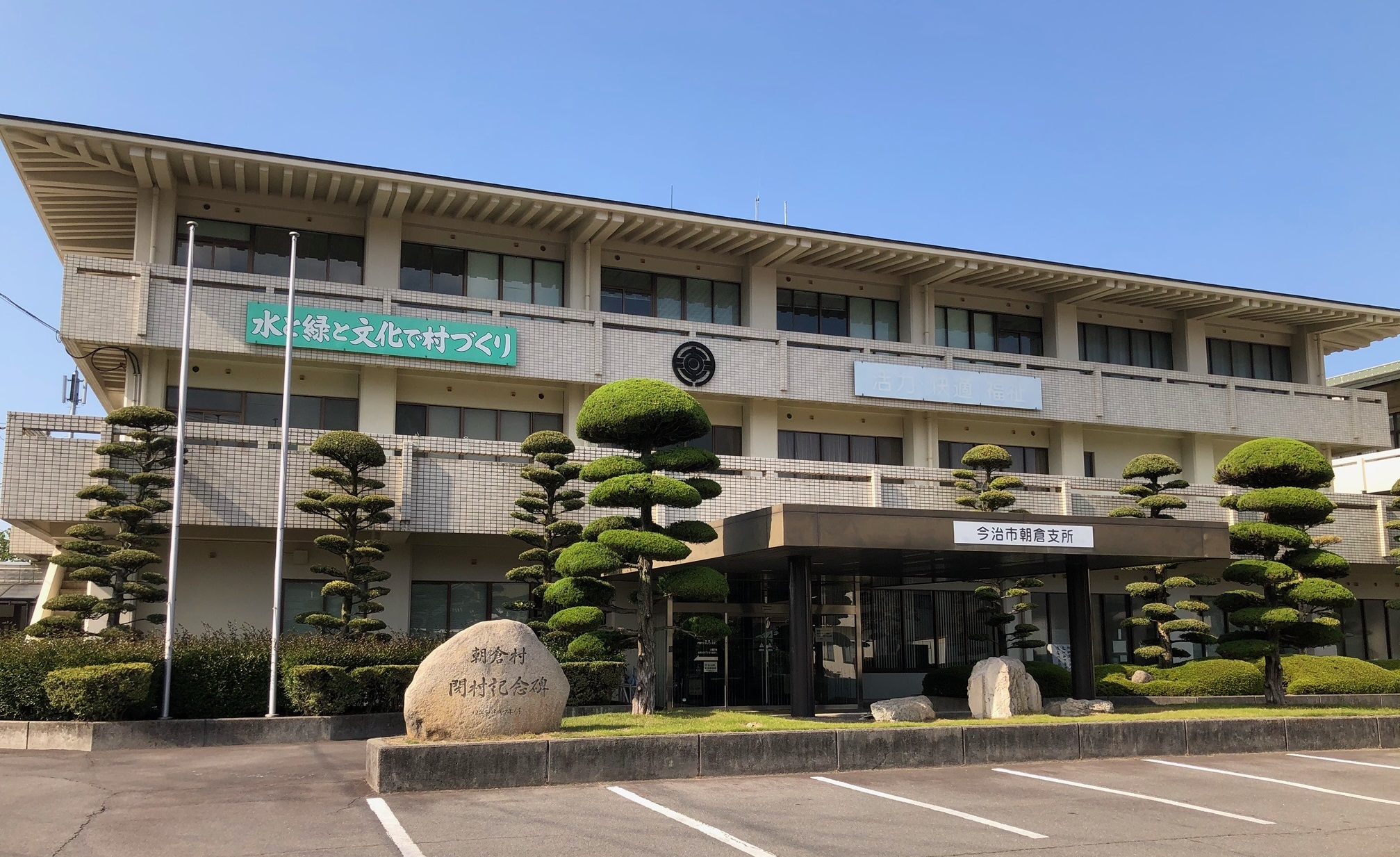
今治市役所朝倉支所（旧朝倉村役場）

朝倉村（あさくらむら）は、かつて愛媛県の東予地方にあった村。越智郡に属した。
隣の旧今治市等から住宅を求めて転居する人があり、国内でも数少ない人口が増加していた村でもあった。「村」とはいえ、人口が約五千人と愛媛県内の他の「町」と比べても遜色ない存在であった。愛媛県では最後の村の一つであり、消滅により県内から村が消えた。
国内でただひとつの場外舟券売り場がある村でもあった。

## 地理

### 位置・地形
朝倉村は旧：今治市に接し、今治平野の内陸部に位置している。
北は開け、今治市と平地で接しているが他の三方は山地で囲まれている。山地は森林で覆われていて、東予市（現：西条市）に源流を発する頓田川の上流域にあたり、頓田川は村を貫き今治市の東部を経て燧灘（瀬戸内海）に注いでいる。

### 村名の由来
『和名抄』に朝倉の名が見えるように、この地は古くから「朝倉」と呼ばれていた。「朝倉」の由来については諸説ある。
- 周囲を山に囲まれ朝暗いから「あさくら」となった。
- 斉明天皇が、窮地に立っていた百済への援軍を派遣する際に、この地に約3箇月滞在され、その後、九州の朝倉に兵を進められた。これにちなんで朝倉とした。
- 斉明天皇がご滞在の時、木で御殿を建てたが、建築様式が校倉づくりであったことから、「あぜくら」が「あさくら」に転訛したもの。
なお、斉明という地名も残っており、何らかの形で斉明天皇にちなむものとみるのが適当といわれている。

## 歴史

### 略史
中世以前
- 斉明天皇が立寄られる（上記、村名の由来参照）。
- 古くから朝倉郷とよばれ、ほぼ朝倉村の区域に相当する。遺構が多数あり、国府に近いこともあって、開けていたものと推察される。

近世
- 江戸時代初期には、朝倉上、朝倉中、朝倉下、古谷（こや）の4か村があった。
- 江戸時代後期には、朝倉郷7か村に分かれていた。そのうち、古谷、山口、朝倉上、朝倉南、朝倉北は今治藩に、朝倉上之村は松山藩に、朝倉下は幕府領であるなど、支配関係は入り組んでいた。また、境界も複雑に入り組んでいた。

明治以降
- 1879年（明治12年） - 朝倉南北村が成立。
- 1885年（明治18年） - 南北に分離。
- 1889年（明治22年） 12月15日 - 町村制施行にともない、朝倉上, 朝倉上之村の2村で上朝倉村となる。残りの朝倉下村, 朝倉南村, 朝倉北村, 古谷村, 山口村で下朝倉村となる。
- 1956年（昭和31年） 3月31日 - 両村の合併により朝倉村となる。
- 1981年（昭和56年） - 朝倉ダムが完成。
- 1983年（昭和58年）8月 - 一広が朝倉工場を設置。
- 1989年（平成元年）12月 - ハートウエル朝倉工場が完成[2]。
- 1991年（平成3年）9月 - 緑ヶ丘団地（96区画）が完成。
- 1993年（平成5年）1月 - 愛媛県初の競艇場外販売場としてボートピア朝倉がオープン。
- 1997年（平成9年）1月 - 朝日ヶ丘団地（27区画）が完成。
- 1998年（平成10年）3月 - 緑のふるさと公園が完成。
- 2000年（平成12年）4月 - タオル美術館ASAKURA（現:タオル美術館ICHIHIRO）が開館。
- 2005年（平成17年） 1月16日 - 今治市・越智郡11箇町村の合併により自治体としての歴史を閉じる。

### 沿革
```
朝倉村の系譜
（町村制実施以前)（明治期）（昭和の合併)　（平成の合併）
　　　　　　　　町村制施行時
朝倉上　━━━┓
        　┣━━━上朝倉村━━━━━┓
朝倉上之━━━┛             　┃昭和31年3月31日
　　　　　　　　  　　　　　　┃　合併
朝倉下　━━━┓　　　　　　　   ┣━朝倉村━━━━━━┓
朝倉南　━━━┫　　  　　　　　 ┃            ┃
朝倉北　━━━╋━━━下朝倉村━━━━━┛            ┃
古谷　　━━━┫　　　　　　　　　　           ┃
山口　　━━━┛　　　　　　　                ┃平成17年1月16日
　　　　　　　　　　　　　　　　　          ┃新設合併、新・今治市発足
　　　　　　　　　　　　　　　　　   今治市━━╋━━今治市
　　　　　　　　　　　　　　　　　   玉川町━━┫
　　　　　　　　　　　　　　　　　   波方町━━┫
　　　　　　　　　　　　　　　　　   大西町━━┫
　　　　　　　　　　　　　　　　　   菊間町━━┫
　　　　　　　　　　　　　　　　　   吉海村━━┫
　　　　　　　　　　　　　　　　　   宮窪町━━┫
　　　　　　　　　　　　　　　　　   伯方町━━┫
　　　　　　　　　　　　　　　　　   上浦町━━┫
　　　　　　　　　　              大三島町━┫
　　　　　　　　　　　　　　　　　   関前村━━┛

（注記）今治市以下の市町村の合併以前の系譜はそれぞれの市・町・村の記事を参照のこと。

```

## 行政
- 平成の市町村合併の経緯
朝倉村としては、越智郡陸地部とともに地域の中心都市である今治市と合併することについて、村内でこれといった異論は出なかった。
一部、旧：東予市で朝倉村に接している黒谷では分離のうえ今治のグループに加わろうという動きがあった。同集落の住民は東予市街地へ出る際、朝倉村を通過する必要があったためであるが、集落の総意とならず実現もしなかった。

## 教育

### 高等学校
- 村内に高等学校はない。

### 中学校
- 朝倉中学校

### 小学校
- 朝倉小学校[3]

## 産業

### 主な事業所
- 一広 朝倉工場
- ハートウエル 本社･工場

### 農業
米麦主体の農業であるが、最近は野菜、果樹栽培なども盛んである。

## 交通

### 鉄道
- 村内に鉄道路線はない。

### 道路

#### 高速道路
- 村内に高速道路は通っていない。

#### 一般国道
- 村内に国道は通っていない。

#### 県道
- 主要地方道
村内に主要地方道は通っていない。
- 一般県道
愛媛県道154号東予玉川線
愛媛県道155号今治丹原線
愛媛県道162号朝倉伊予桜井停車場線